# Венета Кръстева
Венета Красимирова Кръстева (родена на 23 декември 1991 г.) е български модел, моден експерт, носител на европейски и световни титли за красота и единствената българка, взела участие. в двата най-престижни конкурса за красота в света – „Мис Свят“ и „Мис Вселена“. Тя е първата българка, представяла България на трите най-големи международни формати за красота в света Мис СвятМис Вселенаи Мис Гранд Интернешънъл

## Биография
Венета Кръстева е родена в София. Завършва средното си образование в 127 средно училище „Иван Денкоглу“. Завършва специалност „туризъм“ в Софийски университет. След 2014 г. се насочва към организирането на ежегодни събития от национален характер - конкурси за красота. В юношеските си години работи като модел за модна агенция „Мега Талант“.
След победата в конкурса „Мис Вселена България 2013“, през 2014 г. става съорганизатор на националния конкурс „Мис Вселена България 2014“ и официален организатор на конкурса за най-красива столичанка „Мис София“. В началото на 2016 г. става изпълнителен директор на компания „Бок Стар Моделс“ – компанията лицензиант на Мис Свят, Мистър Свят, Мис Вселена и Мис Гранд Интернешънъл за България.

## Признания и награди
Венета Кръстева печели надпреварата „Мис Вселена България 2013“. Церемонията се състои на 22 септември 2013 г. в залата на Sofia Event Center.
Кръстева представя България на 62-рото издание на конкурса „Мис Вселена“ 2013 в Москва, Русия. Година след нейното участие американския магнат Доналд Тръмп официално се отказва от правата си върху марката „Мис Вселена“.
Кръстева е избрана директно от централата на „Мис Свят“ за новата „Мис Свят България 2015“. Тя е единствената българка получила директна покана за участие от организаторите на формата, без да заемала участие в национална селекция.
Кръстева участва на финала на „Мис Свят 2015“, който се провежда на 19 декември 2015 г. в седемзвездния комплекс „Crown of Beauty Theatre“ – на остров Хайнан, Китай. В конкурса участват над 114 държави от цял свят. Победителка е Мирея Лалагуна от Испания.